# Černice (přírodní památka)
Černice je přírodní památka v katastru obce Jamolice vyhlášená 1. srpna 2014.

## Předmět ochrany
Úzkolisté suché trávníky a na ně vázané druhy organismů. Z hmyzu jsou předmětem ochrany dva druhy motýlů: přástevník kostivalový (Euplagia quadripunctaria), který je zároveň předmětem ochrany evropsky významné lokality Údolí Jihlavy, a modrásek hořcový (Phengaris alcon).